# 希克曼鎮區 (阿肯色州斯科特縣)
希克曼鎮區（英語：Hickman Township）是位於美國阿肯色州斯科特縣的一個行政鎮區。

## 地方資料
希克曼鎮區的面積為164.77平方千米，當中陸地面積為162.17平方千米，而水域面積為2.60平方千米。根據2010年美國人口普查的數據，當地共有人口5362人，而人口密度為每平方千米32.54人。